# Acid glicolic
Acidul glicolic (denumit și acid hidroxiacetic) este cel mai simplu α-hidroxiacid. Este un compus incolor, inodor, cristalin și higroscopic, foarte solubil în apă. Sărurile și esterii săi sunt denumiți glicolați.
Acid glicolic (acid hidroacetic sau acid hidroxiacetic); formula chimică C2H4O3 (scrisă și ca HOCH2CO2H), care este cel mai mic acid α-hidroxi (AHA). Acest solid cristalin incolor, inodor și higroscopic este foarte solubil în apă. Este utilizat în diverse produse de îngrijire a pielii. Acidul glicolic se găsește în unele plante de zahăr. Un glicolat este o sare sau un ester al acidului glicolic.

## Producere
Există mai multe metode de a obține acidul glicolic. Principala metodă utilizată este o reacție de carbonilare catalitică a formaldehidei, și se face cu gaz de sinteză:
{\displaystyle {\ce {H2CO + H2O + CO -> HO-CH2-COOH}}}
Poate rezulta și din oxidarea la grupa metil a acidului acetic.

## Proprietăți
Acidul glicolic este un acid mai tare decât acidul acetic, datorită grupei hidroxil care este o grupă atrăgătoare de electroni. Grupa carboxilică formează complecși coordinativi cu ioni metalici, exemple fiind ionii de Pb2+ și de Cu2+.

## Istorie
Numele de "acid glicolic" a fost dat în 1848 de chimistul francez Auguste Laurent (1807-1853). El propunea ca aminoacidul glicină - care ulterior s-a numit glicocol - să poată fi aminoacidul unui acid ipotetic, pe care l-a numit „acid glicolic” (acid glicolic).
Acidul glicolic a fost preparat pentru prima dată în 1851 de chimistul german Adolph Strecker (1822-1871) și chimistul rus Nikolai Nikolaevich Sokolov (1826-1877). L-au produs prin tratarea acidului hipuric cu acid azotic și dioxid de azot pentru a forma esteri ai acidului benzoic și acid glicolic (C6H5C (= O) OCH2COOH), pe care l-au numit „acid benzoglicolic” (Benzoglykolsäure), (de asemenea, acid benzoil glicolic). Au fiert esterul câteva zile cu acid sulfuric diluat, obținând astfel acid benzoic și acid glicolic (Glykolsäure).